# KZ Gusen II

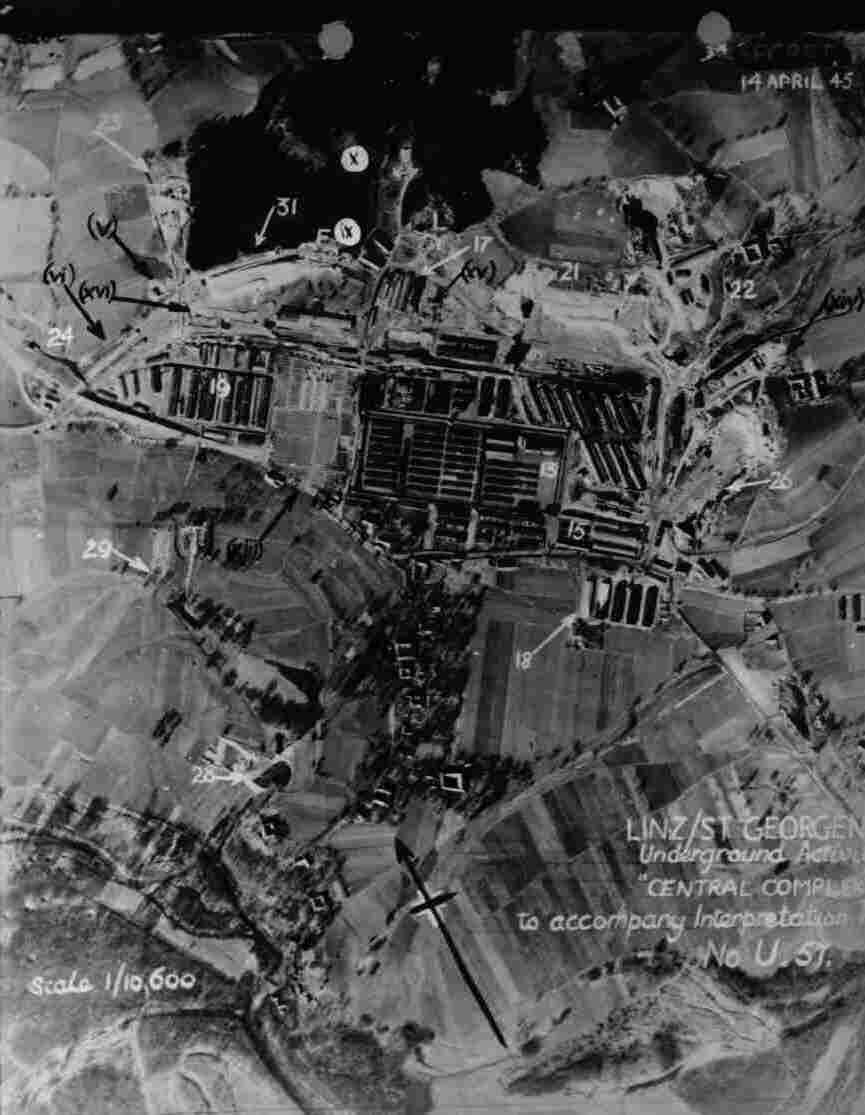
Alliierte Luftaufnahme der KL Gusen I und II (KL Gusen II links, bei Nr. 19)

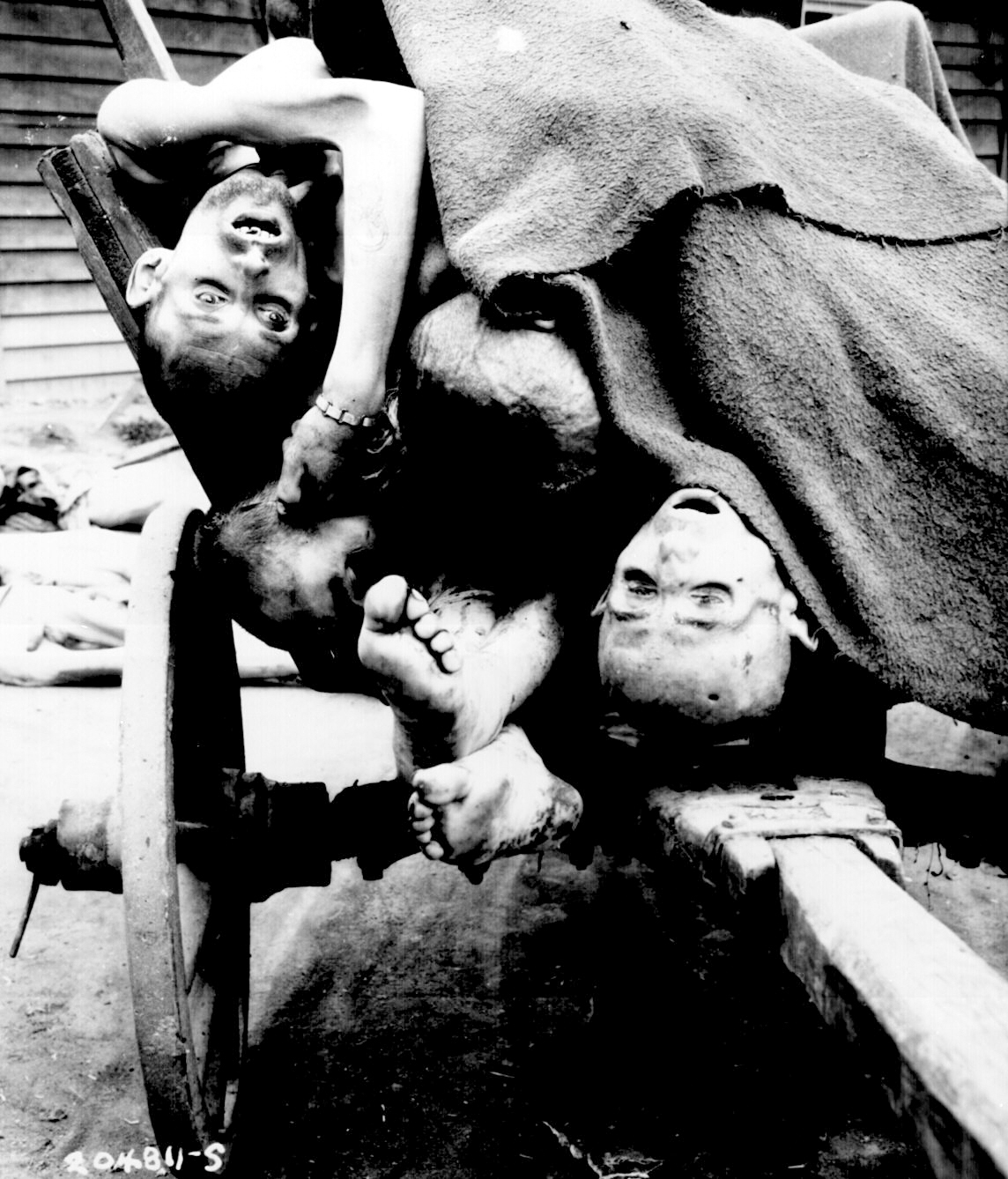
Opfer der KL Gusen wurden nach der Befreiung durch Einheimische zu Massengräbern gebracht.

Das Konzentrationslager Gusen II in der Ortschaft St. Georgen an der Gusen, Gemeinde St. Georgen an der Gusen, wurde ab dem 9. März 1944 verwaltungsmäßig als „Arbeitslager der Waffen-SS“ geführt. Die Bezeichnung „Arbeitslager der Waffen-SS“ war der von der SS ab 1943 offiziell verwendete Deckname besonders für solche KZ-Außenlager, die im Zuge der verstärkten Untertageverlagerung der deutschen Rüstungsindustrie errichtet wurden. Das KZ Gusen II wurde ab Jahresbeginn 1944 wenige hundert Meter westlich des Konzentrationslagers Gusen I improvisiert errichtet, um bis zu 16.000 Häftlinge für den Bau und den Betrieb des unterirdischen Flugzeugwerkes B8 Bergkristall aufzunehmen.

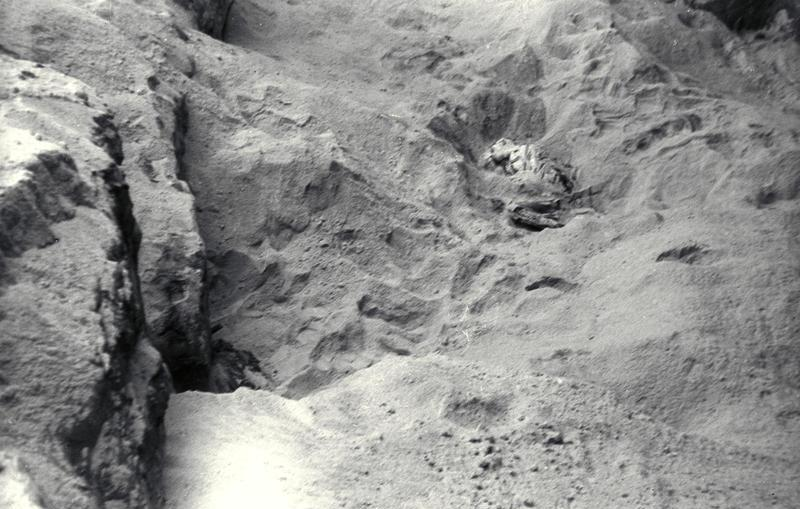
Sterbende und Tote wurden achtlos im Sand liegen gelassen

Die Lebens- und Arbeitsbedingungen in den Kommandos dieses Lagers zählten zu den schrecklichsten innerhalb des nationalsozialistischen Systems. Ein Teil der Häftlinge wurde direkt aus dem KZ Auschwitz in das KZ Gusen II deportiert. Die durchschnittliche Lebenserwartung der Häftlinge betrug etwa vier Monate. Mehrere tausend Häftlinge des KZ Gusen II wurden im Frühling 1945 auch in das sogenannte Sanitätslager beim KZ Mauthausen gebracht, um dort getötet zu werden.

## Geschichte
Das Lager Gusen II galt wegen der Lebens- und Arbeitsbedingungen für die Inhaftierten als das schlimmste des Lagersystems Mauthausen/Gusen. Die zum Großteil ab 1944 aus Auschwitz deportierten und überlebenden Häftlinge bezeichneten es als Hölle aller Höllen. Die Verhältnisse im Lager waren äußerst primitiv, verschmutzt und es herrschten katastrophale hygienische Verhältnisse. Teilweise standen keine Betten, Kleidung oder sauberes Trinkwasser zur Verfügung, Epidemien kamen vor. Die Wachmannschaft setzte sich zu einem großen Teil aus rund 2000 Luftwaffenangehörigen zusammen, die verstärkt ab Sommer 1944 auf höchsten Befehl zwangsweise in die Waffen-SS übernommen wurden. Der Einsatz krimineller Funktionshäftlinge verschärfte die Situation. Die jüdischen Gefangenen wurden in einem separaten „Judenlager“ untergebracht.
Das Lager wurde als Arbeitslager zur Errichtung von B8 Bergkristall und als „Block E“ des KZ Gusen I verwaltet. Um Zeugen und Geheimnisträger zu vermeiden, sollten nach Plänen Himmlers alle Häftlinge der KL Gusen II und I und dem KL Mauthausen bei Kriegsende in den umfangreichen Stollenanlagen von B8 Bergkristall und Kellerbau zu Tode gesprengt werden.

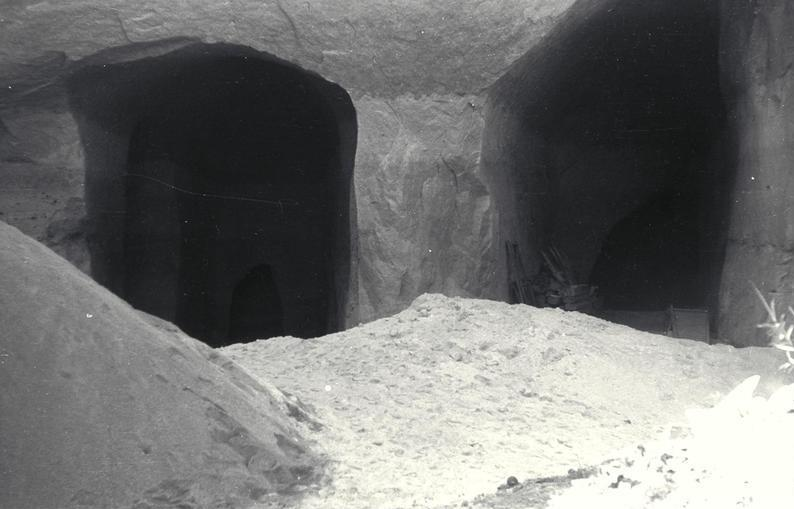
Die Zugänge für die Häftlinge zu B8 Bergkristall

Am 2. Mai 1945 erfuhr der IKRK-Delegierte Louis Häfliger im Gespräch mit SS-Obersturmführer Guido Reimer, dem Leiter der Spionage- und Sabotage-Abwehr im Lager, von Himmlers mörderischen Plänen und entschied, alles in seiner Macht stehende zu tun, um die Sprengung der Stollen und die Ermordung der Insassen zu verhindern. Am 4. Mai strich Häfliger mit Unterstützung Reimers ein SS-Fahrzeug weiß an und stattete es mit einer Rotkreuz-Fahne aus. In den frühen Morgenstunden des folgenden Tages fuhren Häfliger und Reimer mit einem Fahrer in die Umgebung, um nach alliierten Truppen zu suchen. Mit der Unterstützung des Vizebürgermeisters von St. Georgen/Gusen trafen sie auf eine Patrouille von 23 Soldaten der 11. Panzerdivision der 3. US-Armee unter dem Kommando von Sergeant Albert J. Kosiek. Häfliger überzeugte den Kommandanten davon, das Lager zu befreien, und veranlasste über Reimer die Deaktivierung der Sprengladungen in St. Georgen und Gusen. Die Angaben zur Zahl der geretteten KZ-Insassen variieren je nach Quelle zwischen 40.000 und 60.000 Menschen.

## Aufbau des Lagers

### Häftlingslager
Die Unterbringung der Häftlinge erfolgte in insgesamt 18 Blocks, die nach und nach errichtet wurden und die von einem elektrischen Zaun mit Wachtürmen aus Holz umgeben war. Innerhalb des Häftlingslagers gab es einen Waschblock für die bis zu 16.000 Häftlinge, sowie eine Häftlingsküche. Die beiden Krankenstationen (Reviere) waren ab Ende 1944 in Block 13 und ab Jänner 1945 in Block 16 untergebracht.

### SS-Infrastruktur
Für die Wachmannschaften der SS standen vier Unterkunftsgebäude zur Verfügung, die Lagerleitung war im Kommandogebäude untergebracht. Für den täglichen Transfer zur Baustelle von B8 Bergkristall existierte ein Bahnanschluss sowie ein Fußweg, der parallel zur sogenannten „Schleppbahn“ verlief.

### Arbeitskommandos der Häftlinge
Für die von der SS gegründete Deutsche Erd- und Steinwerke GmbH (DEST), einer Kooperation zwischen Reichsluftfahrtministerium, Reichsführer SS und der Messerschmitt GmbH Regensburg wurden verschiedene Häftlingsgruppen, die „Kommandos“, eingesetzt. Im Bau der Anlage Bergkristall waren die Kommandos aufgeteilt in Ausbau, Bahnhof, Beton, Elektriker, Geometer, Lagerplatz, Möglegrube, Pötschgrube, Stollenbau und das Kommando Transportkolonne. Die Fertigung in der Bergkristall-Anlage oblag den Kommandos Behälter-Aufrüstung, Punktschweisserei, Rumpfbau, Schlosserei und Wannenbau.

### Schlüsselpersonal
Die Kommandantur des KZ Gusen II war dem Schutzhaftlagerführer I des KZ Gusen I, SS-Hauptsturmführer Fritz Seidler, unterstellt. Die Kommandantur des KZ Gusen II wurde bis März 1945 von SS-Hauptscharführer Franz Gottfried Schulz und ab April 1945 von SS-Hauptsturmführer Max Pausch geleitet. 
Der Kommandantur unterstellt waren der Rapportführer SS-Obersturmführer Richard Bendel (1944 bis 1945), die Blockführer (einer von ihnen war Karl Albrecht) sowie die Funktionshäftlinge. Die Funktionshäftlinge wurden durch den Lagerältesten Hans van Loosen angeführt, der Lagerschreiber I (Verwaltung) war Leitzinger, der Lagerschreiber II (Arbeitseinsatz) war bis Jänner 1945 Franz Gruschka und ab Jänner 1945 Antoni Lisiecki.